# ATP-toernooi van Rome
Het ATP-toernooi van Rome is een jaarlijks terugkerend tennistoernooi voor mannen dat wordt georganiseerd in de Italiaanse plaats Rome. De officiële naam van het toernooi is de Internazionali BNL d'Italia. Het toernooi was eerder bekend onder de naam Italian Open en is onderdeel van de ATP Masters Series bij de heren. Vanaf 2023 bestaat het enkelspeltoernooi uit 96 spelers.
Tegelijk met dit toernooi wordt op dezelfde locatie het WTA-toernooi van Rome voor de vrouwen gehouden. Ook dit toernooi valt in de hoogste klasse van het professionele tennis.
Het toernooi werd voor het eerst gehouden in 1930 in Milaan. In 1935 verhuisde het naar Foro Italico in Rome. Tussen 1936 en 1949 werd het evenement niet gehouden. Sinds 1950 staat het weer jaarlijks op de kalender. Het toernooi werd een open toernooi in 1969. Er wordt gespeeld op gravel en velen beschouwen dit toernooi als het meest prestigieuze graveltoernooi na het grandslamevenement Roland Garros. Sinds 1988 wordt er jaarlijks eind april/begin mei gespeeld.

## Finales

### Enkelspel
| Datum             | Naam                        | Categorie              | ($/€)         | Onder- grond   | Winnaar                | Verliezend finalist    | Uitslag                    |               |
| ----------------- | --------------------------- | ---------------------- | ------------- | -------------- | ---------------------- | ---------------------- | -------------------------- | ------------- |
| 28-04-1930        | Internationaux d'Italie     |                        |               | Gravel, buiten | Bill Tilden            | Uberto de Morpurgo     | 6-1, 6-1, 6-2              |               |
| 11-05-1931        | Internationaux d'Italie     |                        |               | Gravel, buiten | Pat Hughes             | Henri Cochet           | 6-4, 6-3, 6-2              |               |
| 25-04-1932        | Internationaux d'Italie     |                        |               | Gravel, buiten | André Merlin           | Pat Hughes             | 6-1, 5-7, 6-0, 8-6         |               |
| 08-05-1933        | Internationaux d'Italie     |                        |               | Gravel, buiten | Emanuele Sartorio      | Martin Legeay          |                            |               |
| 07-05-1934        | Internationaux d'Italie     |                        |               | Gravel, buiten | Giovanni Palmieri      | Giorgio De Stefani     | 6-3, 6-0, 7-5              |               |
| 15-04-1935        | Internationaux d'Italie     |                        |               | Gravel, buiten | Wilmer Hines           | Giovanni Palmieri      | 6-3, 10-8, 9-7             |               |
| 1936-1949         | Geen toernooi               | Geen toernooi          | Geen toernooi | Geen toernooi  | Geen toernooi          | Geen toernooi          | Geen toernooi              | Geen toernooi |
| 17-04-1950        | Internationaux d'Italie     |                        |               | Gravel, buiten | Jaroslav Drobný (1)    | Bill Talbert           | 6-4, 6-3, 7-9, 6-2         |               |
| 09-04-1951        | Internationaux d'Italie     |                        |               | Gravel, buiten | Jaroslav Drobný (2)    | Gianni Cucelli         | 6-1, 10-8, 6-0             |               |
| 14-04-1952        | Internationaux d'Italie     |                        |               | Gravel, buiten | Frank Sedgman          | Jaroslav Drobný        | 7-5, 6-3, 1-6, 6-4         |               |
| 04-05-1953        | Internationaux d'Italie     |                        |               | Gravel, buiten | Jaroslav Drobný (3)    | Lew Hoad               | 6-2, 6-1, 6-2              |               |
| 03-05-1954        | Internationaux d'Italie     |                        |               | Gravel, buiten | Budge Patty            | Enrique Morea          | 11-9, 6-4, 6-4             |               |
| 02-05-1955        | Internationaux d'Italie     |                        |               | Gravel, buiten | Fausto Gardini         | Giuseppe Merlo         | 1-6, 6-1, 3-6, 6-6, opgave |               |
| 30-04-1956        | Internationaux d'Italie     |                        |               | Gravel, buiten | Lew Hoad               | Sven Davidson          | 7-5, 6-2, 6-0              |               |
| 06-05-1957        | Internationaux d'Italie     |                        |               | Gravel, buiten | Nicola Pietrangeli (1) | Giuseppe Merlo         | 8-6, 6-2, 6-4              |               |
| 05-05-1958        | Internationaux d'Italie     |                        |               | Gravel, buiten | Mervyn Rose            | Nicola Pietrangeli     | 5-7, 8-6, 6-4, 1-6, 6-2    |               |
| 04-05-1959        | Internationaux d'Italie     |                        |               | Gravel, buiten | Luis Ayala             | Neale Fraser           | 6-3, 3-6, 6-3, 6-3         |               |
| 02-05-1960        | Internationaux d'Italie     |                        |               | Gravel, buiten | Barry MacKay           | Luis Ayala             | 7-5, 7-5, 0-6, 0-6, 6-1    |               |
| 08-05-1961        | Internationaux d'Italie     |                        |               | Gravel, buiten | Nicola Pietrangeli (2) | Rod Laver              | 6-8, 6-1, 6-1, 6-2         |               |
| 07-05-1962        | Internationaux d'Italie     |                        |               | Gravel, buiten | Rod Laver (1)          | Roy Emerson            | 6-2, 1-6, 3-6, 6-3, 6-1    |               |
| 06-05-1963        | Internationaux d'Italie     |                        |               | Gravel, buiten | Martin Mulligan (1)    | Boro Jovanović         | 6-2, 4-6, 6-3, 8-6         |               |
| 04-05-1964        | Internationaux d'Italie     |                        |               | Gravel, buiten | Jan-Erik Lundquist     | Fred Stolle            | 1-6, 7-5, 6-3, 6-1         |               |
| 03-05-1965        | Internationaux d'Italie     |                        |               | Gravel, buiten | Martin Mulligan (2)    | Manuel Santana         | 1-6, 6-4, 6-3, 6-1         |               |
| 02-05-1966        | Internationaux d'Italie     |                        |               | Gravel, buiten | Tony Roche             | Nicola Pietrangeli     | 11-9, 6-1, 6-3             |               |
| 08-05-1967        | Internationaux d'Italie     |                        |               | Gravel, buiten | Martin Mulligan (3)    | Tony Roche             | 6-3, 0-6, 6-4, 6-1         |               |
| ↓ open tijdperk ↓ |                             |                        |               |                |                        |                        |                            |               |
| 06-05-1968        | Internationaux d'Italie     |                        |               | Gravel, buiten | Tom Okker              | Bob Hewitt             | 10-8, 6-8, 6-1, 1-6, 6-0   |               |
| 19-05-1969        | Italian Open                |                        | $ 14.900      | Gravel, buiten | John Newcombe          | Tony Roche             | 6-3, 4-6, 6-2, 5-7, 6-3    |               |
| 18-05-1970        | Italian Open                |                        | $ 14.900      | Gravel, buiten | Ilie Năstase (1)       | Jan Kodeš              | 6-3, 1-6, 6-3, 8-6         |               |
| 10-05-1971        | Italian Open                |                        | $ 35.400      | Gravel, buiten | Rod Laver (2)          | Jan Kodeš              | 7-5, 6-3, 6-3              |               |
| 24-04-1972        | Italian Open                |                        | $ 56.000      | Gravel, buiten | Manuel Orantes         | Jan Kodeš              | 4-6, 6-1, 7-5, 6-2         |               |
| 04-06-1973        | Italian Open                |                        | $ 101.600     | Gravel, buiten | Ilie Năstase (2)       | Manuel Orantes         | 6-1, 6-1, 6-1              |               |
| 27-05-1974        | Italian Open                |                        | $ 90.000      | Gravel, buiten | Björn Borg (1)         | Ilie Năstase           | 6-3, 6-4, 6-2              |               |
| 26-05-1975        | Italian Open                |                        | $ 90.000      | Gravel, buiten | Raúl Ramírez           | Manuel Orantes         | 7-6, 7-5, 7-5              |               |
| 23-05-1976        | Italian Open                |                        |               | Gravel, buiten | Adriano Panatta        | Guillermo Vilas        | 2-6, 7-6, 6-2, 7-6         |               |
| 16-05-1977        | Italian Open                |                        | $ 131.250     | Gravel, buiten | Vitas Gerulaitis (1)   | Antonio Zugarelli      | 6-2, 7-6, 3-6, 7-6         |               |
| 22-05-1978        | Italian Open                |                        | $ 148.640     | Gravel, buiten | Björn Borg (2)         | Adriano Panatta        | 1-6, 6-3, 6-1, 4-6, 6-3    |               |
| 21-05-1979        | Italian Open                |                        | $ 175.000     | Gravel, buiten | Vitas Gerulaitis (2)   | Guillermo Vilas        | 6-7, 7-6, 6-7, 6-4, 6-2    |               |
| 19-05-1980        | Italian Open                |                        | $ 175.000     | Gravel, buiten | Guillermo Vilas        | Yannick Noah           | 6-0, 6-4, 6-4              |               |
| 18-05-1981        | Italian Open                |                        | $ 200.000     | Gravel, buiten | José Luis Clerc        | Víctor Pecci           | 6-3, 6-4, 6-0              |               |
| 17-05-1982        | Italian Open                |                        | $ 300.000     | Gravel, buiten | Andrés Gómez (1)       | Eliot Teltscher        | 6-2, 6-3, 6-2              |               |
| 16-05-1983        | Italian Open                |                        | $ 300.000     | Gravel, buiten | Jimmy Arias            | José Higueras          | 6-2, 6-7, 6-1, 6-4         |               |
| 14-05-1984        | Italian Open                |                        | $ 300.000     | Gravel, buiten | Andrés Gómez (2)       | Aaron Krickstein       | 2-6, 6-1, 6-2, 6-2         |               |
| 13-05-1985        | Italian Open                |                        | $ 350.000     | Gravel, buiten | Yannick Noah           | Miloslav Mečíř         | 6-3, 3-6, 6-2, 7-6         |               |
| 12-05-1986        | Italian Open                |                        | $ 350.000     | Gravel, buiten | Ivan Lendl (1)         | Emilio Sánchez         | 7-5, 4-6, 6-1, 6-1         |               |
| 11-05-1987        | Italian Open                |                        | $ 400.000     | Gravel, buiten | Mats Wilander          | Martín Jaite           | 6-3, 6-4, 6-4              |               |
| 09-05-1988        | Italian Open                |                        | $ 595.000     | Gravel, buiten | Ivan Lendl (2)         | Guillermo Pérez Roldán | 2-6, 6-4, 6-2, 4-6, 6-4    |               |
| 15-05-1989        | Italian Open                |                        | $ 807.500     | Gravel, buiten | Alberto Mancini        | Andre Agassi           | 6-3, 4-6, 2-6, 7-6, 6-1    |               |
| 14-05-1990        | Italian Open                | Championship Series SW | $ 1.005.000   | Gravel, buiten | Thomas Muster (1)      | Andrej Tsjesnokov      | 6-1, 6-3, 6-1              | Details       |
| 13-05-1991        | Italian Open                | Championship Series SW | $ 1.002.000   | Gravel, buiten | Emilio Sánchez         | Alberto Mancini        | 6-3, 6-1, 3-0, opgave      | Details       |
| 11-05-1992        | Italian Open                | Championship Series SW | $ 1.125.000   | Gravel, buiten | Jim Courier (1)        | Carlos Costa           | 7-6, 6-0, 6-4              | Details       |
| 10-05-1993        | Italian Open                | Super 9                | $ 1.500.000   | Gravel, buiten | Jim Courier (2)        | Goran Ivanišević       | 6-1, 6-2, 6-2              | Details       |
| 09-05-1994        | Italian Open                | Super 9                | $ 1.750.000   | Gravel, buiten | Pete Sampras           | Boris Becker           | 6-1, 6-2, 6-2              | Details       |
| 15-05-1995        | Italian Open                | Super 9                | $ 1.750.000   | Gravel, buiten | Thomas Muster (2)      | Sergi Bruguera         | 3-6, 7-6, 6-2, 6-3         | Details       |
| 13-05-1996        | Italian Open                | Super 9                | $ 1.950.000   | Gravel, buiten | Thomas Muster (3)      | Richard Krajicek       | 6-2, 6-4, 3-6, 6-3         | Details       |
| 12-05-1997        | Italian Open                | Super 9                | $ 2.050.000   | Gravel, buiten | Àlex Corretja          | Marcelo Ríos           | 7-5, 7-5, 6-3              | Details       |
| 11-05-1998        | Italian Open                | Super 9                | $ 2.200.000   | Gravel, buiten | Marcelo Ríos           | Albert Costa           | Opgave (blessure)          | Details       |
| 10-05-1999        | Italian Open                | Super 9                | $ 2.200.000   | Gravel, buiten | Gustavo Kuerten        | Patrick Rafter         | 6-4, 7-5, 7-6              | Details       |
| 08-05-2000        | Italian Open                | Masters Series         | $ 2.450.000   | Gravel, buiten | Magnus Norman          | Gustavo Kuerten        | 6-3, 4-6, 6-4, 6-4         | Details       |
| 07-05-2001        | Tennis Masters Series Roma  | Masters Series         | $ 2.450.000   | Gravel, buiten | Juan Carlos Ferrero    | Gustavo Kuerten        | 3-6, 6-1, 2-6, 6-4, 6-2    | Details       |
| 06-05-2002        | Tennis Masters Roma         | Masters Series         | $ 2.328.000   | Gravel, buiten | Andre Agassi           | Tommy Haas             | 6-3, 6-3, 6-0              | Details       |
| 05-05-2003        | Telecom Italia Masters      | Masters Series         | $ 2.200.000   | Gravel, buiten | Félix Mantilla         | Roger Federer          | 7-5, 6-2, 7-6              | Details       |
| 03-05-2004        | Telecom Italia Masters      | Masters Series         | $ 2.200.000   | Gravel, buiten | Carlos Moyà            | David Nalbandian       | 6-3, 6-3, 6-1              | Details       |
| 02-05-2005        | Telecom Italia Masters      | Masters Series         | $ 2.200.000   | Gravel, buiten | Rafael Nadal (1)       | Guillermo Coria        | 6-4, 3-6, 6-3, 4-6, 7-6    | Details       |
| 08-05-2006        | Internazionali d'Italia     | Masters Series         | $ 2.200.000   | Gravel, buiten | Rafael Nadal (2)       | Roger Federer          | 6-7, 7-6, 6-4, 2-6, 7-6    | Details       |
| 07-05-2007        | Internazionali BNL d'Italia | Masters Series         | $ 2.200.000   | Gravel, buiten | Rafael Nadal (3)       | Fernando González      | 6-2, 6-2                   | Details       |
| 05-05-2008        | Internazionali BNL d'Italia | Masters Series         | € 2.057.000   | Gravel, buiten | Novak Djokovic (1)     | Stanislas Wawrinka     | 4-6, 6-3, 6-3              | Details       |
| 27-04-2009        | Internazionali BNL d'Italia | Masters 1000           | € 2.227.500   | Gravel, buiten | Rafael Nadal (4)       | Novak Djokovic         | 7-6, 6-2                   | Details       |
| 26-04-2010        | Internazionali BNL d'Italia | Masters 1000           | € 2.227.500   | Gravel, buiten | Rafael Nadal (5)       | David Ferrer           | 7-5, 6-2                   | Details       |
| 09-05-2011        | Internazionali BNL d'Italia | Masters 1000           | € 2.227.500   | Gravel, buiten | Novak Djokovic (2)     | Rafael Nadal           | 6-4, 6-4                   | Details       |
| 14-05-2012        | Internazionali BNL d'Italia | Masters 1000           | € 2.427.975   | Gravel, buiten | Rafael Nadal (6)       | Novak Djokovic         | 7-5, 6-3                   | Details       |
| 13-05-2013        | Internazionali BNL d'Italia | Masters 1000           | € 2.646.495   | Gravel, buiten | Rafael Nadal (7)       | Roger Federer          | 6-1, 6-3                   | Details       |
| 12-05-2014        | Internazionali BNL d'Italia | Masters 1000           | € 2.884.675   | Gravel, buiten | Novak Djokovic (3)     | Rafael Nadal           | 4-6, 6-3, 6-3              | Details       |
| 10-05-2015        | Internazionali BNL d'Italia | Masters 1000           | € 3.288.530   | Gravel, buiten | Novak Djokovic (4)     | Roger Federer          | 6-4, 6-3                   | Details       |
| 09-05-2016        | Internazionali BNL d'Italia | Masters 1000           | € 3.748.925   | Gravel, buiten | Andy Murray            | Novak Djokovic         | 6-3, 6-3                   | Details       |
| 14-05-2017        | Internazionali BNL d'Italia | Masters 1000           | € 4.273.775   | Gravel, buiten | Alexander Zverev (1)   | Novak Djokovic         | 6-4, 6-3                   | Details       |
| 20-05-2018        | Internazionali BNL d'Italia | Masters 1000           | € 4.872.105   | Gravel, buiten | Rafael Nadal (8)       | Alexander Zverev       | 6-1, 1-6, 6-3              | Details       |
| 19-05-2019        | Internazionali BNL d'Italia | Masters 1000           | € 5.207.405   | Gravel, buiten | Rafael Nadal (9)       | Novak Djokovic         | 6-0, 4-6, 6-3              | Details       |
| 21-09-2020        | Internazionali BNL d'Italia | Masters 1000           | € 3.465.045   | Gravel, buiten | Novak Djokovic (5)     | Diego Schwartzman      | 7-5, 6-3                   | Details       |
| 16-05-2021        | Internazionali BNL d'Italia | Masters 1000           | € 2.563.710   | Gravel, buiten | Rafael Nadal (10)      | Novak Djokovic         | 7-5, 1-6, 6-3              | Details       |
| 15-05-2022        | Internazionali BNL d'Italia | Masters 1000           | € 5.415.410   | Gravel, buiten | Novak Djokovic (6)     | Stéfanos Tsitsipás     | 6-0, 7-6(5)                | Details       |
| 21-05-2023        | Internazionali BNL d'Italia | Masters 1000           | € 7.705.780   | Gravel, buiten | Daniil Medvedev        | Holger Rune            | 7-5, 7-5                   | Details       |
| 19-05-2024        | Internazionali BNL d'Italia | Masters 1000           | € 7.877.020   | Gravel, buiten | Alexander Zverev (2)   | Nicolás Jarry          | 6-4, 7-5                   | Details       |

### Dubbelspel
| Datum             | Naam                        | Categorie              | ($/€)         | Onder- grond   | Winnaars                                          | Verliezend finalisten               | Uitslag                       |               |
| ----------------- | --------------------------- | ---------------------- | ------------- | -------------- | ------------------------------------------------- | ----------------------------------- | ----------------------------- | ------------- |
| 28-04-1930        | Internationaux d'Italie     |                        |               | Gravel, buiten | Wilbur Coen Bill Tilden                           | Uberto de Morpurgo Placido Gaslini  | 6-0, 6-3, 6-3                 |               |
| 11-05-1931        | Internationaux d'Italie     |                        |               | Gravel, buiten | Alberto Del Bono Pat Hughes (1)                   | Henri Cochet André Merlin           | 3-6, 8-6, 4-6, 6-4, 6-3       |               |
| 25-04-1932        | Internationaux d'Italie     |                        |               | Gravel, buiten | Giorgio De Stefani Pat Hughes (2)                 | J.Bonte André Merlin                | 6-2, 6-2, 6-4                 |               |
| 08-05-1933        | Internationaux d'Italie     |                        |               | Gravel, buiten | J.Leseur Martin Legeay                            | Giovanni Palmieri Emanuele Sertorio | 6-2, 6-4, 6-2                 |               |
| 07-05-1934        | Internationaux d'Italie     |                        |               | Gravel, buiten | Giovanni Palmieri G.Rogers                        | Pat Hughes Giorgio De Stefani       | 3-6, 6-4, 9-7, 0-6, 6-2       |               |
| 15-04-1935        | Internationaux d'Italie     |                        |               | Gravel, buiten | Jack Crawford Vivian McGrath                      | Jean Borotra Jacques Brugnon        | 4-6, 4-6, 6-4, 6-2, 6-2       |               |
| 1936-1949         | Geen toernooi               | Geen toernooi          | Geen toernooi | Geen toernooi  | Geen toernooi                                     | Geen toernooi                       | Geen toernooi                 | Geen toernooi |
| 17-04-1950        | Internationaux d'Italie     |                        |               | Gravel, buiten | Bill Talbert Tony Trabert                         | Budge Patty Bill Sidwell            | 6-3, 6-1, 4-6, opg.           |               |
| 09-04-1951        | Internationaux d'Italie     |                        |               | Gravel, buiten | Jaroslav Drobný (1) Frank Sedgman (1)             | Giovanni Cucelli Marcello Del Bello | 6-2, 7-9, 6-1, 6-3            |               |
| 14-04-1952        | Internationaux d'Italie     |                        |               | Gravel, buiten | Jaroslav Drobný (2) Frank Sedgman (2)             | Giovanni Cucelli Marcello Del Bello | 3-6, 7-5, 3-6, 6-3, 6-2       |               |
| 04-05-1953        | Internationaux d'Italie     |                        |               | Gravel, buiten | Lew Hoad (1) Ken Rosewall                         | Jaroslav Drobný Budge Patty         | 6-2, 6-4, 6-2                 |               |
| 03-05-1954        | Internationaux d'Italie     |                        |               | Gravel, buiten | Jaroslav Drobný (3) Enrique Morea (1)             | Tony Trabert Vic Seixas             | 6-4, 0-6, 3-6, 6-3, 6-4       |               |
| 02-05-1955        | Internationaux d'Italie     |                        |               | Gravel, buiten | Art Larsen Enrique Morea (2)                      | Nicola Pietrangeli Orlando Sirola   | 6-1, 6-4, 4-6, 7-5            |               |
| 30-04-1956        | Internationaux d'Italie     |                        |               | Gravel, buiten | Jaroslav Drobný (4) Lew Hoad (2)                  | Nicola Pietrangeli Orlando Sirola   | 11-9, 6-2, 6-3                |               |
| 06-05-1957        | Internationaux d'Italie     |                        |               | Gravel, buiten | Neale Fraser (1) Lew Hoad (3)                     | Nicola Pietrangeli Orlando Sirola   | 6-1, 6-8, 6-0, 6-2            |               |
| 05-05-1958        | Internationaux d'Italie     |                        |               | Gravel, buiten | Antal Jancso Kurt Nielsen                         | Luis Ayala Don Candy                | 8-10, 6-3, 6-2, 1-6, 9-7      |               |
| 04-05-1959        | Internationaux d'Italie     |                        |               | Gravel, buiten | Roy Emerson (1) Neale Fraser (2)                  | Nicola Pietrangeli Orlando Sirola   | 8-6, 6-4, 6-4                 |               |
| 02-05-1960        | Internationaux d'Italie     |                        |               | Gravel, buiten | Nicola Pietrangeli Orlando Sirola                 | Roy Emerson Neale Fraser            | 3-6, 7-5, 2-6, 11-11, opg.    |               |
| 08-05-1961        | Internationaux d'Italie     |                        |               | Gravel, buiten | Roy Emerson (2) Neale Fraser (3)                  | Nicola Pietrangeli Orlando Sirola   | 6-2, 6-4, 11-9                |               |
| 07-05-1962        | Internationaux d'Italie     |                        |               | Gravel, buiten | Roy Emerson (3) Neale Fraser (4)                  | Ken Fletcher John Newcombe          | 6-2, 6-4, 11-9                |               |
| 06-05-1963        | Internationaux d'Italie     |                        |               | Gravel, buiten | Bob Hewitt (1) Neale Fraser (5)                   | Nicola Pietrangeli Orlando Sirola   | 6-3, 6-3, 6-1                 |               |
| 04-05-1964        | Internationaux d'Italie     |                        |               | Gravel, buiten | Bob Hewitt (2) Neale Fraser (6)                   | Tony Roche John Newcombe            | 7-5, 6-3, 3-6, 7-5            |               |
| 03-05-1965        | Internationaux d'Italie     |                        |               | Gravel, buiten | Tony Roche (1) John Newcombe (1)                  | Ronald Barnes Thomaz Koch           | 1-6, 6-4, 2-6, 12-10, opg.    |               |
| 02-05-1966        | Internationaux d'Italie     |                        |               | Gravel, buiten | Roy Emerson (4) Fred Stolle                       | Nicola Pietrangeli Cliff Drysdale   | 6-4, 12-10, 6-3               |               |
| 08-05-1967        | Internationaux d'Italie     |                        |               | Gravel, buiten | Bob Hewitt (3) Frew MacMillan                     | Bill Bowrey Owen Davidson           | 6-3, 2-6, 6-3, 9-7            |               |
| ↓ open tijdperk ↓ |                             |                        |               |                |                                                   |                                     |                               |               |
| 06-05-1968        | Internationaux d'Italie     |                        |               | Gravel, buiten | Tom Okker (1) Marty Riessen                       | Allan Stone Nicholas Kalogeropoulos | 6-3, 6-4, 6-2                 |               |
| 19-05-1969        | Italian Open                |                        | $ 14.900      | Gravel, buiten | John Newcombe (2) Tony Roche (2)                  | Tom Okker Marty Riessen             | 6-4, 1-6, opg.                |               |
| 18-05-1970        | Italian Open                |                        | $ 14.900      | Gravel, buiten | Ilie Năstase (1) Ion Țiriac (1)                   | Bill Bowrey Owen Davidson           | 0-6, 10-8, 6-3, 6-8, 6-1      |               |
| 10-05-1971        | Italian Open                |                        | $ 35.400      | Gravel, buiten | John Newcombe (3) Tony Roche (3)                  | Andrés Gimeno Roger Taylor          | 6-4, 6-4                      |               |
| 24-04-1972        | Italian Open                |                        | $ 56.000      | Gravel, buiten | Ilie Năstase (2) Ion Țiriac (2)                   | Lew Hoad Frew McMillan              | 3-6, 3-6, 6-4, 6-3, 5-3, opg. |               |
| 04-06-1973        | Italian Open                |                        | $ 101.600     | Gravel, buiten | John Newcombe (4) Tom Okker (2)                   | Ross Case Geoff Masters             | 6-2, 6-3, 6-4                 |               |
| 27-05-1974        | Italian Open                |                        | $ 90.000      | Gravel, buiten | Brian Gottfried (1) Raúl Ramírez (1)              | Juan Gisbert Ilie Năstase           | 6-3, 6-2, 6-3                 |               |
| 26-05-1975        | Italian Open                |                        | $ 90.000      | Gravel, buiten | Brian Gottfried (2) Raúl Ramírez (2)              | Jimmy Connors Ilie Năstase          | 6-4, 7-6, 2-6, 6-1            |               |
| 23-05-1976        | Italian Open                |                        |               | Gravel, buiten | Brian Gottfried (3) Raúl Ramírez (3)              | Geoff Masters John Newcombe         | 7-6, 5-7, 6-3, 3-6, 6-3       |               |
| 16-05-1977        | Italian Open                |                        | $ 131.250     | Gravel, buiten | Brian Gottfried (4) Raúl Ramírez (4)              | Fred McNair Sherwood Stewart        | 6-7, 7-6, 7-5                 |               |
| 22-05-1978        | Italian Open                |                        | $ 148.640     | Gravel, buiten | Víctor Pecci (1) Belus Prajoux                    | Jan Kodeš Tomáš Šmíd                | 6-7, 7-6, 6-1                 |               |
| 21-05-1979        | Italian Open                |                        | $ 175.000     | Gravel, buiten | Peter Fleming Tomáš Šmíd                          | José Luis Clerc Ilie Năstase        | 4-6, 6-1, 7-5                 |               |
| 19-05-1980        | Italian Open                |                        | $ 175.000     | Gravel, buiten | Mark Edmondson Kim Warwick                        | Balázs Taróczy Eliot Teltscher      | 7-6, 7-6                      |               |
| 18-05-1981        | Italian Open                |                        | $ 200.000     | Gravel, buiten | Hans Gildemeister Andrés Gómez                    | Bruce Manson Tomáš Šmíd             | 7-5, 6-2                      |               |
| 17-05-1982        | Italian Open                |                        | $ 300.000     | Gravel, buiten | Heinz Günthardt Balázs Taróczy                    | Wojtek Fibak John Fitzgerald        | 6-4, 4-6, 6-3                 |               |
| 16-05-1983        | Italian Open                |                        | $ 300.000     | Gravel, buiten | Francisco González Víctor Pecci (2)               | Jan Gunnarsson Mike Leach           | 6-4, 6-2                      |               |
| 14-05-1984        | Italian Open                |                        | $ 300.000     | Gravel, buiten | Ken Flach Robert Seguso                           | John Alexander Mike Leach           | 3-6, 6-3, 6-4                 |               |
| 13-05-1985        | Italian Open                |                        | $ 350.000     | Gravel, buiten | Anders Järryd Mats Wilander                       | Ken Flach Robert Seguso             | 4-6, 6-3, 6-2                 |               |
| 12-05-1986        | Italian Open                |                        | $ 350.000     | Gravel, buiten | Guy Forget (1) Yannick Noah (1)                   | Mark Edmondson Sherwood Stewart     | 7-6, 6-2                      |               |
| 11-05-1987        | Italian Open                |                        | $ 400.000     | Gravel, buiten | Guy Forget (2) Yannick Noah (2)                   | Miloslav Mečíř Tomáš Šmíd           | 6-2, 6-7, 6-3                 |               |
| 09-05-1988        | Italian Open                |                        | $ 595.000     | Gravel, buiten | Jorge Lozano Todd Witsken                         | Anders Järryd Tomáš Šmíd            | 6-3, 6-3                      |               |
| 15-05-1989        | Italian Open                |                        | $ 807.500     | Gravel, buiten | Jim Courier Pete Sampras                          | Danilo Marcelino Mauro Menezes      | 6-4, 6-3                      |               |
| 14-05-1990        | Italian Open                | Championship Series SW | $ 1.005.000   | Gravel, buiten | Sergio Casal Emilio Sánchez                       | Jim Courier Martin Davis            | 7-6, 7-5                      | Details       |
| 13-05-1991        | Italian Open                | Championship Series SW | $ 1.002.000   | Gravel, buiten | Omar Camporese Goran Ivanišević                   | Luke Jensen Laurie Warder           | 6-2, 6-3                      | Details       |
| 11-05-1992        | Italian Open                | Championship Series SW | $ 1.125.000   | Gravel, buiten | Jakob Hlasek Marc Rosset                          | Wayne Ferreira Mark Kratzmann       | 6-4, 3-6, 6-1                 | Details       |
| 10-05-1993        | Italian Open                | Super 9                | $ 1.500.000   | Gravel, buiten | Jacco Eltingh Paul Haarhuis                       | Wayne Ferreira Mark Kratzmann       | 6-4, 7-6                      | Details       |
| 09-05-1994        | Italian Open                | Super 9                | $ 1.750.000   | Gravel, buiten | Jevgeni Kafelnikov (1) David Rikl                 | Wayne Ferreira Javier Sánchez       | 6-1, 7-5                      | Details       |
| 15-05-1995        | Italian Open                | Super 9                | $ 1.750.000   | Gravel, buiten | Cyril Suk (1) Daniel Vacek                        | Jan Apell Jonas Björkman            | 6-3, 6-4                      | Details       |
| 13-05-1996        | Italian Open                | Super 9                | $ 1.950.000   | Gravel, buiten | Byron Black Grant Connell                         | Libor Pimek Byron Talbot            | 6-2, 6-3                      | Details       |
| 12-05-1997        | Italian Open                | Super 9                | $ 2.050.000   | Gravel, buiten | Mark Knowles (2) Daniel Nestor (1)                | Byron Black Alex O'Brien            | 6-3, 4-6, 7-5                 | Details       |
| 11-05-1998        | Italian Open                | Super 9                | $ 2.200.000   | Gravel, buiten | Mahesh Bhupathi Leander Paes                      | Ellis Ferreira Rick Leach           | 6-4, 4-6, 7-6                 | Details       |
| 10-05-1999        | Italian Open                | Super 9                | $ 2.200.000   | Gravel, buiten | Ellis Ferreira Rick Leach                         | David Adams John-Laffnie de Jager   | 6-7, 6-1, 6-2                 | Details       |
| 08-05-2000        | Italian Open                | Masters Series         | $ 2.450.000   | Gravel, buiten | Martin Damm Dominik Hrbatý                        | Wayne Ferreira Jevgeni Kafelnikov   | 6-4, 4-6, 6-3                 | Details       |
| 07-05-2001        | Tennis Masters Series Roma  | Masters Series         | $ 2.450.000   | Gravel, buiten | Wayne Ferreira Jevgeni Kafelnikov (2)             | Daniel Nestor Sandon Stolle         | 6-4, 7-6                      | Details       |
| 06-05-2002        | Tennis Masters Roma         | Masters Series         | $ 2.328.000   | Gravel, buiten | Martin Damm Cyril Suk (2)                         | Wayne Black Kevin Ullyett           | 7-5, 7-5                      | Details       |
| 05-05-2003        | Telecom Italia Masters      | Masters Series         | $ 2.200.000   | Gravel, buiten | Wayne Arthurs Paul Hanley                         | Michaël Llodra Fabrice Santoro      | 6-1, 6-3                      | Details       |
| 03-05-2004        | Telecom Italia Masters      | Masters Series         | $ 2.200.000   | Gravel, buiten | Mahesh Bhupathi Maks Mirni                        | Wayne Arthurs Paul Hanley           | 2-6, 6-3, 6-4                 | Details       |
| 02-05-2005        | Telecom Italia Masters      | Masters Series         | $ 2.200.000   | Gravel, buiten | Michaël Llodra Fabrice Santoro (1)                | Bob Bryan Mike Bryan                | 7-5, 6-4                      | Details       |
| 08-05-2006        | Internazionali d'Italia     | Masters Series         | $ 2.200.000   | Gravel, buiten | Mark Knowles (2) Daniel Nestor (2)                | Jonathan Erlich Andy Ram            | 6-4, 5-7, [13-11]             | Details       |
| 07-05-2007        | Internazionali BNL d'Italia | Masters Series         | $ 2.200.000   | Gravel, buiten | Fabrice Santoro (2) Nenad Zimonjić (1)            | Bob Bryan Mike Bryan                | 6-4, 6-7, [10-7]              | Details       |
| 05-05-2008        | Internazionali BNL d'Italia | Masters Series         | € 2.057.000   | Gravel, buiten | Bob Bryan (1) Mike Bryan (1)                      | Daniel Nestor Nenad Zimonjić        | 3-6, 6-4, [10-8]              | Details       |
| 27-04-2009        | Internazionali BNL d'Italia | Masters 1000           | € 2.227.500   | Gravel, buiten | Daniel Nestor (3) Nenad Zimonjić (2)              | Bob Bryan Mike Bryan                | 7-6, 6-3                      | Details       |
| 26-04-2010        | Internazionali BNL d'Italia | Masters 1000           | € 2.227.500   | Gravel, buiten | Bob Bryan (2) Mike Bryan (2)                      | John Isner Sam Querrey              | 6-2, 6-3                      | Details       |
| 09-05-2011        | Internazionali BNL d'Italia | Masters 1000           | € 2.227.500   | Gravel, buiten | John Isner Sam Querrey                            | Mardy Fish Andy Roddick             | Walk-over                     | Details       |
| 14-05-2012        | Internazionali BNL d'Italia | Masters 1000           | € 2.427.975   | Gravel, buiten | Marcel Granollers (1) Marc López                  | Łukasz Kubot Janko Tipsarević       | 6-3, 6-2                      | Details       |
| 13-05-2013        | Internazionali BNL d'Italia | Masters 1000           | € 2.646.495   | Gravel, buiten | Bob Bryan (3) Mike Bryan (3)                      | Mahesh Bhupathi Rohan Bopanna       | 6-2, 6-3                      | Details       |
| 12-05-2014        | Internazionali BNL d'Italia | Masters 1000           | € 2.884.675   | Gravel, buiten | Daniel Nestor (4) Nenad Zimonjić (3)              | Robin Haase Feliciano López         | 6-4, 7-6                      | Details       |
| 10-05-2015        | Internazionali BNL d'Italia | Masters 1000           | € 3.288.530   | Gravel, buiten | Pablo Cuevas David Marrero                        | Marcel Granollers Marc López        | 6-4, 7-5                      | Details       |
| 09-05-2016        | Internazionali BNL d'Italia | Masters 1000           | € 3.748.925   | Gravel, buiten | Bob Bryan (4) Mike Bryan (4)                      | Vasek Pospisil Jack Sock            | 2-6, 6-3, [10-7]              | Details       |
| 14-05-2017        | Internazionali BNL d'Italia | Masters 1000           | € 4.273.775   | Gravel, buiten | Pierre-Hugues Herbert Nicolas Mahut               | Ivan Dodig Marcel Granollers        | 4-6, 6-4, [10-3]              | Details       |
| 20-05-2018        | Internazionali BNL d'Italia | Masters 1000           | € 4.872.105   | Gravel, buiten | Juan Sebastián Cabal (1) Robert Farah Maksoud (1) | Pablo Carreño Busta João Sousa      | 3-6, 6-4, [10-4]              | Details       |
| 19-05-2019        | Internazionali BNL d'Italia | Masters 1000           | € 5.207.405   | Gravel, buiten | Juan Sebastián Cabal (2) Robert Farah Maksoud (2) | Raven Klaasen Michael Venus         | 6-1, 6-3                      | Details       |
| 20-09-2020        | Internazionali BNL d'Italia | Masters 1000           | € 3.465.045   | Gravel, buiten | Marcel Granollers (2) Horacio Zeballos            | Jérémy Chardy Fabrice Martin        | 6-4, 5-7, [10-8]              | Details       |
| 16-05-2021        | Internazionali BNL d'Italia | Masters 1000           | € 2.563.710   | Gravel, buiten | Nikola Mektić Mate Pavić                          | Rajeev Ram Joe Salisbury            | 6-4, 7-6(4)                   | Details       |
| 15-05-2022        | Internazionali BNL d'Italia | Masters 1000           | € 5.415.410   | Gravel, buiten | Nikola Mektić (2) Mate Pavić (2)                  | John Isner Diego Schwartzman        | 6-3, 6(6)-7, [12-10]          | Details       |
| 21-05-2023        | Internazionali BNL d'Italia | Masters 1000           | € 7.705.780   | Gravel, buiten | Hugo Nys Jan Zieliński                            | Robin Haase Botic van de Zandschulp | 7-5, 6-1                      | Details       |
| 19-05-2024        | Internazionali BNL d'Italia | Masters 1000           | € 7.877.020   | Gravel, buiten | Marcel Granollers (3) Horacio Zeballos (2)        | Marcelo Arévalo Mate Pavić          | 6-2, 6-2                      | Details       |

## Statistieken

### Meeste enkelspeltitels
| Aantal titels | Speler             | Jaren                                                      |
| ------------- | ------------------ | ---------------------------------------------------------- |
| 10            | Rafael Nadal       | 2005, 2006, 2007, 2009, 2010, 2012, 2013, 2018, 2019, 2021 |
| 6             | Novak Đoković      | 2008, 2011, 2014, 2015, 2020, 2022                         |
| 3             | Jaroslav Drobný    | 1950, 1951, 1953                                           |
| 3             | Martin Mulligan    | 1963, 1965, 1967                                           |
| 3             | Thomas Muster      | 1996, 1995, 1990                                           |
| 2             | Nicola Pietrangeli | 1957, 1961                                                 |
| 2             | Ilie Năstase       | 1970, 1973                                                 |
| 2             | Björn Borg         | 1974, 1978                                                 |
| 2             | Vitas Gerulaitis   | 1977, 1979                                                 |
| 2             | Andrés Gómez       | 1982, 1984                                                 |
| 2             | Ivan Lendl         | 1986, 1988                                                 |
| 2             | Jim Courier        | 1992, 1993                                                 |
| 2             | Alexander Zverev   | 2017, 2024                                                 |

(Bijgewerkt t/m 2024)

### Meeste enkelspeltitels per land
| Aantal titels | Land                |
| ------------- | ------------------- |
| 16            | Spanje              |
| 10            | Verenigde Staten    |
| 10            | Australië           |
| 6             | Italië              |
| 6             | Servië              |
| 5             | Zweden              |
| 3             | Oostenrijk          |
| 3             | Egypte              |
| 3             | Argentinië          |
| 2             | Verenigd Koninkrijk |
| 2             | Frankrijk           |
| 2             | Roemenië            |
| 2             | Ecuador             |
| 2             | Duitsland           |

(Bijgewerkt t/m 2024)

### Enkel- en dubbelspeltitel in hetzelfde jaar
| Tennisser         | Jaar |
| ----------------- | ---- |
| Bill Tilden       | 1930 |
| Pat Hughes        | 1931 |
| Giovanni Palmieri | 1934 |
| Jaroslav Drobný   | 1951 |
| Frank Sedgman     | 1952 |
| Lew Hoad          | 1956 |
| Tom Okker         | 1968 |
| John Newcombe     | 1969 |
| Ilie Năstase      | 1970 |
| Raúl Ramírez      | 1975 |

### Baansnelheid
| Court Pace Index                                     |
| ---------------------------------------------------- |
|                                                      |
| ■ Traag ■ Medium traag ■ Medium ■ Medium snel ■ Snel |

Bronnen: The Racquet Court Speed Data, Court Pace Index: Tennis court speeds Tennis Warehouse Forum, Nick Lester, Twitter

### Toeschouwersaantallen
| Jaar | Toeschouwers | Jaar | Toeschouwers | Jaar | Toeschouwers |
| ---- | ------------ | ---- | ------------ | ---- | ------------ |
| 2009 | 160.826      | 2015 | 192.817      | 2021 | 21.794       |
| 2010 | 176.150      | 2016 | 204.816      | 2022 | 235.469      |
| 2011 | 151.429      | 2017 | 223.983      | 2023 | 298.138      |
| 2012 | 162.102      | 2018 | 203.762      |      |              |
| 2013 | 164.214      | 2019 | 224.417      |      |              |
| 2014 | 175.697      | 2020 | 1.225        |      |              |

De toeschouwersaantallen zijn inclusief de aantallen van het gelijktijdige WTA-toernooi.